# Michelle (Sängerin)/Diskografie
Diese Diskografie ist eine Übersicht über die musikalischen Werke der deutschen Schlagersängerin Michelle und ihrer Pseudonyme wie Tanja Thomas. Den Quellenangaben zufolge hat sie bisher mehr als 4,5 Millionen Tonträger verkauft. Ihre erfolgreichste Veröffentlichung ist die Single Idiot mit über 600.000 verkauften Einheiten, diese zählt in Deutschland zu den meistverkauften Schlagern des Landes. Darüber hinaus zählt die Single Nicht verdient zu den meistverkauften Schlagern des Landes der 2010er-Jahre.

## Alben

### Studioalben
| Jahr | Titel                                      | Höchstplatzierung, Gesamtwochen, AuszeichnungChartplatzierungen (Jahr, Titel, Platzierungen, Wochen, Auszeichnungen, Anmerkungen) | Höchstplatzierung, Gesamtwochen, AuszeichnungChartplatzierungen (Jahr, Titel, Platzierungen, Wochen, Auszeichnungen, Anmerkungen) | Höchstplatzierung, Gesamtwochen, AuszeichnungChartplatzierungen (Jahr, Titel, Platzierungen, Wochen, Auszeichnungen, Anmerkungen) | Anmerkungen                                                 |
| Jahr | Titel                                      | DE | AT | CH | Anmerkungen                                                 |
| ---- | ------------------------------------------ | --- | --- | --- | ----------------------------------------------------------- |
| 1993 | Erste Sehnsucht                            | DE97 (2 Wo.)DE | — | — | Erstveröffentlichung: 14. September 1993                    |
| 1995 | Traumtänzerball                            | — | — | — | Erstveröffentlichung: 13. März 1995                         |
| 1997 | Wie Flammen im Wind                        | DE77 (5 Wo.)DE | — | — | Erstveröffentlichung: 4. März 1997                          |
| 1998 | Nenn es Liebe oder Wahnsinn                | DE24 (10 Wo.)DE | AT12 Gold · (24 Wo.)AT | — | Erstveröffentlichung: 7. September 1998 Verkäufe: + 25.000  |
| 2000 | So was wie Liebe                           | DE8 Gold · (18 Wo.)DE | AT5 (25 Wo.)AT | CH60 (3 Wo.)CH | Erstveröffentlichung: 1. September 2000 Verkäufe: + 150.000 |
| 2002 | Rouge                                      | DE5 Gold · (17 Wo.)DE | AT2 Gold · (24 Wo.)AT | — | Erstveröffentlichung: 30. August 2002 Verkäufe: + 170.000   |
| 2005 | Leben!                                     | DE3 Gold · (14 Wo.)DE | AT4 Gold · (18 Wo.)AT | CH49 (4 Wo.)CH | Erstveröffentlichung: 4. Februar 2005 Verkäufe: + 115.000   |
| 2006 | My Passion                                 | DE21 (3 Wo.)DE | AT26 (3 Wo.)AT | — | Erstveröffentlichung: 17. März 2006                         |
| 2006 | Glas                                       | DE12 (6 Wo.)DE | AT9 ×2Doppelgold · (9 Wo.)AT | CH53 (4 Wo.)CH | Erstveröffentlichung: 14. September 2006 Verkäufe: + 30.000 |
| 2009 | Goodbye Michelle                           | DE6 (7 Wo.)DE | AT6 Gold · (8 Wo.)AT | CH53 (3 Wo.)CH | Erstveröffentlichung: 16. Oktober 2009 Verkäufe: + 10.000   |
| 2010 | Der beste Moment                           | DE27 (2 Wo.)DE | AT17 (7 Wo.)AT | — | Erstveröffentlichung: 19. November 2010                     |
| 2012 | L’amour                                    | DE11 (5 Wo.)DE | AT6 (11 Wo.)AT | CH37 (2 Wo.)CH | Erstveröffentlichung: 9. März 2012 Verkäufe: + 25.000       |
| 2016 | Ich würd’ es wieder tun                    | DE6 (21 Wo.)DE | AT5 (22 Wo.)AT | CH15 (4 Wo.)CH | Erstveröffentlichung: 15. April 2016                        |
| 2018 | Tabu                                       | DE4 Gold · (25 Wo.)DE | AT3 (31 Wo.)AT | CH6 (8 Wo.)CH | Erstveröffentlichung: 25. Mai 2018 Verkäufe: + 100.000      |
| 2020 | Anders ist gut                             | DE6 (6 Wo.)DE | AT4 (3 Wo.)AT | CH19 (3 Wo.)CH | Erstveröffentlichung: 23. Oktober 2020                      |
| 2022 | 30 Jahre Michelle - Das war’s… noch nicht! | DE6 (18 Wo.)DE | AT6 (11 Wo.)AT | CH12 (5 Wo.)CH | Erstveröffentlichung: 13. Mai 2022                          |
| 2024 | Flutlicht                                  | DE2 (4 Wo.)DE | AT2 (3 Wo.)AT | CH10 (2 Wo.)CH | Erstveröffentlichung: 5. Juli 2024                          |

### Kompilationen
| Jahr | Titel                         | Höchstplatzierung, Gesamtwochen, AuszeichnungChartplatzierungen (Jahr, Titel, Platzierungen, Wochen, Auszeichnungen, Anmerkungen) | Höchstplatzierung, Gesamtwochen, AuszeichnungChartplatzierungen (Jahr, Titel, Platzierungen, Wochen, Auszeichnungen, Anmerkungen) | Höchstplatzierung, Gesamtwochen, AuszeichnungChartplatzierungen (Jahr, Titel, Platzierungen, Wochen, Auszeichnungen, Anmerkungen) | Anmerkungen |
| Jahr | Titel                         | DE | AT | CH | Anmerkungen |
| ---- | ----------------------------- | --- | --- | --- | --- |
| 2001 | Best Of                       | DE4 Platin · (23 Wo.)DE | AT5 ×2Doppelgold · (36 Wo.)AT | CH40 (11 Wo.)CH | Erstveröffentlichung: 16. Februar 2001 Verkäufe: + 340.000                                                            |
| 2009 | The Very Best Of              | — | AT58 (3 Wo.)AT | — | Erstveröffentlichung: 25. September 2009                                                                              |
| 2015 | Die ultimative Best Of – Live | DE*DE | AT**AT | — | Erstveröffentlichung: 9. Oktober 2015 * siehe Die ultimative Best Of **siehe Videoalbum Kompilation mit Liveaufnahmen |

Weitere Kompilationen
- 1997: Herzklopfen
- 1998: Golden Stars
- 1998: Ihre großen Erfolge
- 1999: Meine größten Erfolge
- 2000: Silbermond & Sternenfeuer
- 2000: Eine Reise in die Zärtlichkeit
- 2001: Ihre größten Erfolge
- 2001: Einfach das Beste
- 2003: Wilde Träume
- 2003: Kopfüber in die Nacht
- 2004: Unschlagbar sanft
- 2005: Kleine Seelenfeuer – Die schönsten Liebeslieder
- 2005: Die großen Erfolge der 90er
- 2005: Dein kleiner Engel
- 2005: Nur das Beste
- 2007: Hit Collection
- 2007: Hautnah – Die Geschichten meiner Stars: Michelle
- 2007: So bin ich
- 2008: 2 in 1 Michelle
- 2009: Schlager & Stars
- 2010: Lieder der Liebe
- 2011: All the Best
- 2011: Nenn es Liebe oder Wahnsinn / So was wie Liebe
- 2012: Essential
- 2013: Das Disco-Fox Album
- 2013: Das Beste

### EPs
- 2009: Best of: Schlager Hoch 6
- 2009: Weihnachten Hoch 6

### Remixalben
| Jahr | Titel         | Höchstplatzierung, Gesamtwochen, AuszeichnungChartplatzierungen (Jahr, Titel, Platzierungen, Wochen, Auszeichnungen, Anmerkungen) | Höchstplatzierung, Gesamtwochen, AuszeichnungChartplatzierungen (Jahr, Titel, Platzierungen, Wochen, Auszeichnungen, Anmerkungen) | Höchstplatzierung, Gesamtwochen, AuszeichnungChartplatzierungen (Jahr, Titel, Platzierungen, Wochen, Auszeichnungen, Anmerkungen) | Anmerkungen                         |
| Jahr | Titel         | DE | AT | CH | Anmerkungen                         |
| ---- | ------------- | --- | --- | --- | ----------------------------------- |
| 2007 | Zwischenspiel | DE94 (1 Wo.)DE | — | — | Erstveröffentlichung: 22. März 2007 |

Weitere Remixalben
- 1999: Der Premium-Mix
- 2003: Der Michelle Hitmix
- 2008: In the Mix
- 2011: Nur das Beste – Die großen Erfolge "In the Mix"

### Weihnachtsalben
| Jahr | Titel                   | Höchstplatzierung, Gesamtwochen, AuszeichnungChartplatzierungen (Jahr, Titel, Platzierungen, Wochen, Auszeichnungen, Anmerkungen) | Höchstplatzierung, Gesamtwochen, AuszeichnungChartplatzierungen (Jahr, Titel, Platzierungen, Wochen, Auszeichnungen, Anmerkungen) | Höchstplatzierung, Gesamtwochen, AuszeichnungChartplatzierungen (Jahr, Titel, Platzierungen, Wochen, Auszeichnungen, Anmerkungen) | Anmerkungen                             |
| Jahr | Titel                   | DE | AT | CH | Anmerkungen                             |
| ---- | ----------------------- | --- | --- | --- | --------------------------------------- |
| 1999 | Denk’ ich an Weihnacht’ | DE98 (1 Wo.)DE | — | — | Erstveröffentlichung: 12. November 1999 |

## Singles
| Jahr | Titel Album                                                                                           | Höchstplatzierung, Gesamtwochen, AuszeichnungChartplatzierungen (Jahr, Titel, Album, Platzierungen, Wochen, Auszeichnungen, Anmerkungen) | Höchstplatzierung, Gesamtwochen, AuszeichnungChartplatzierungen (Jahr, Titel, Album, Platzierungen, Wochen, Auszeichnungen, Anmerkungen) | Höchstplatzierung, Gesamtwochen, AuszeichnungChartplatzierungen (Jahr, Titel, Album, Platzierungen, Wochen, Auszeichnungen, Anmerkungen) | Anmerkungen                                                                   |
| Jahr | Titel Album                                                                                           | DE | AT | CH | Anmerkungen                                                                   |
| ---- | --- | --- | --- | --- | ----------------------------------------------------------------------------- |
| 1992 | Und heut’ Nacht will ich tanzen Erste Sehnsucht                                                       | DE70 (6 Wo.)DE | — | — | Erstveröffentlichung: September 1992                                          |
| 1993 | Prinz Eisenherz Erste Sehnsucht                                                                       | DE94 (1 Wo.)DE | — | — | Erstveröffentlichung: 10. Mai 1993                                            |
| 1993 | Erste Sehnsucht                                                                                       | DE85 (3 Wo.)DE | — | — | Erstveröffentlichung: 11. Oktober 1993                                        |
| 1994 | Silbermond und Sternenfeuer Traumtänzerball                                                           | DE77 (5 Wo.)DE | — | — | Erstveröffentlichung: 21. August 1994                                         |
| 1995 | Kopfüber in die Nacht Traumtänzerball                                                                 | DE100 (1 Wo.)DE | — | — | Erstveröffentlichung: 6. November 1995                                        |
| 1997 | Wie Flammen im Wind                                                                                   | DE88 (5 Wo.)DE | — | — | Erstveröffentlichung: 28. Februar 1997                                        |
| 2001 | Wer Liebe lebt / To Live for Love (engl. Version) Best Of / Eurovision Song Contest – Copenhagen 2001 | DE32 (13 Wo.)DE | — | — | Erstveröffentlichung: 5. März 2001                                            |
| 2001 | Ich schicke dir jetzt einen Engel Best Of                                                             | DE84 (4 Wo.)DE | — | — | Erstveröffentlichung: 27. August 2001                                         |
| 2002 | Idiot Rouge                                                                                           | DE34 Platin · (16 Wo.)DE | AT57 (4 Wo.)AT | — | Erstveröffentlichung: 2. Dezember 2002 Verkäufe: + 600.000; mit Matthias Reim |
| 2005 | Fliegen Leben!                                                                                        | DE49 (7 Wo.)DE | — | — | Erstveröffentlichung: 17. Januar 2005                                         |
| 2005 | Vielleicht nur einmal im Leben Leben!                                                                 | DE87 (1 Wo.)DE | — | — | Erstveröffentlichung: 11. April 2005                                          |
| 2009 | Goodbye Michelle                                                                                      | — | AT75 (1 Wo.)AT | — | Erstveröffentlichung: 4. September 2009                                       |
| 2012 | Große Liebe l’amour                                                                                   | — | AT59 (1 Wo.)AT | — | Erstveröffentlichung: 9. März 2012                                            |
| 2014 | Paris Die ultimative Best Of                                                                          | DE80 (1 Wo.)DE | AT57 (1 Wo.)AT | — | Erstveröffentlichung: 21. März 2014                                           |
| 2018 | Nicht verdient Tabu • Meteor (Bonus-Hits Version)                                                     | DE94 Gold · (1 Wo.)DE | — | CH77 (2 Wo.)CH | Erstveröffentlichung: 24. Juni 2018 Verkäufe: + 200.000; mit Matthias Reim    |

Weitere Singles
| - 1993: Wer die Augen schließt (wird nie die Wahrheit seh’n) (als Teil von Mut zur Menschlichkeit) - 1994: Herzklopfen - 1995: Dornröschen ist aufgewacht - 1995: Traumtänzerball - 1996: Kleine Seelenfeuer - 1996: Er nannte sie my Baby Jane - 1997: Du und die das geht nie - 1997: Im Auge des Orkans - 1998: Kleine Prinzessin - 1998: Nenn es Liebe oder Wahnsinn - 1998: Und wir wollten doch mal fliegen - 1999: Der letzte Akkord - 1999: Dein Püppchen tanzt nicht mehr - 2000: So was wie Liebe - 2000: Wirst Du noch da sein - 2000: Kinderaugen - 2002: Das Hotel in St. Germain - 2002: Hast du Lust - 2005: Sag es noch einmal - 2006: Größer als wir - 2007: Hallo Tanja | - 2007: Willst Du mich für immer - 2010: Nur noch dieses Lied - 2010: Gefallener Engel - 2010: Manege frei für mein Gefühl - 2011: Der beste Moment - 2012: Straße der Sehnsucht - 2012: Was wenn mein Herz sich irrt - 2014: Herzstillstand - 2014: 30.000 Grad - 2016: Wir feiern das Leben - 2016: So schön ist die Zeit - 2017: Träume haben Flügel - 2018: In 80 Küssen um die Welt - 2020: Vorbei vorbei - 2020: Anders ist gut - 2022: Romeo und Julian - 2023: Das war’s für mich - 2024: Flutlicht - 2024: Du kannst mich mal - 2024: So oder so - 2025: Wahnsinnig |

## Videoalben und Musikvideos

### Videoalben
| Jahr | Titel                         | Höchstplatzierung, Gesamtwochen, AuszeichnungChartplatzierungen (Jahr, Titel, Platzierungen, Wochen, Auszeichnungen, Anmerkungen) | Höchstplatzierung, Gesamtwochen, AuszeichnungChartplatzierungen (Jahr, Titel, Platzierungen, Wochen, Auszeichnungen, Anmerkungen) | Höchstplatzierung, Gesamtwochen, AuszeichnungChartplatzierungen (Jahr, Titel, Platzierungen, Wochen, Auszeichnungen, Anmerkungen) | Anmerkungen                                                          |
| Jahr | Titel                         | DE | AT | CH | Anmerkungen                                                          |
| ---- | ----------------------------- | --- | --- | --- | -------------------------------------------------------------------- |
| 2015 | Die ultimative Best Of – Live | DE*DE | AT5 (2 Wo.)AT | — | Erstveröffentlichung: 9. Oktober 2015 * siehe Die ultimative Best Of |

Weitere Videoalben
- 2001: Live (Verkäufe: + 25.000, DE: Gold)
- 2008: Collage
- 2009: Goodbye Michelle – Deluxe Edition
- 2014: Nur das Beste

### Musikvideos
| Jahr | Titel                 | Regie                       |
| ---- | --------------------- | --------------------------- |
| 2014 | Paris                 | Jakob Spreerohr             |
| 2016 | So schön ist die Zeit |                             |
| 2017 | Träume haben Flügel   | Dennis Dirksen              |
| 2018 | Nicht verdient        | Daniel Sluga, Daniel Zlotin |
| 2020 | Vorbei vorbei         | Nikolaj Georgiew            |

## Boxsets
| Jahr | Titel                  | Höchstplatzierung, Gesamtwochen, AuszeichnungChartplatzierungen (Jahr, Titel, Platzierungen, Wochen, Auszeichnungen, Anmerkungen) | Höchstplatzierung, Gesamtwochen, AuszeichnungChartplatzierungen (Jahr, Titel, Platzierungen, Wochen, Auszeichnungen, Anmerkungen) | Höchstplatzierung, Gesamtwochen, AuszeichnungChartplatzierungen (Jahr, Titel, Platzierungen, Wochen, Auszeichnungen, Anmerkungen) | Anmerkungen                                             |
| Jahr | Titel                  | DE | AT | CH | Anmerkungen                                             |
| ---- | ---------------------- | --- | --- | --- | ------------------------------------------------------- |
| 2014 | Die ultimative Best Of | DE7 Gold · (26 Wo.)DE | AT2 Platin · (52 Wo.)AT | CH44 (10 Wo.)CH | Erstveröffentlichung: 21. März 2014 Verkäufe: + 115.000 |

Weitere Boxsets
- 2002: V.I.P. (Very Important Product) – Best of
- 2011: 4 Alben

## Statistik

### Chartauswertung
Die folgende Aufstellung beinhaltet eine Übersicht über die Charterfolge Michelles in den Album-, Single- sowie den Musik-DVD-Charts. In Deutschland besteht die Besonderheit, dass Videoalben sich ebenfalls in den Albumcharts platzieren. In Österreich und der Schweiz werden für Videoalben eigenständige Chartlisten geführt.
|                     | DE     | AT     | CH     |
| ------------------- | ------ | ------ | ------ |
| Nummer-eins-Alben   | DE—DE  | AT—AT  | CH—CH  |
| Top-10-Alben        | DE11DE | AT13AT | CH2CH  |
| Alben in den Charts | DE20DE | AT17AT | CH12CH |

|                       | DE     | AT    | CH    |
| --------------------- | ------ | ----- | ----- |
| Nummer-eins-Singles   | DE—DE  | AT—AT | CH—CH |
| Top-10-Singles        | DE—DE  | AT—AT | CH—CH |
| Singles in den Charts | DE13DE | AT4AT | CH1CH |

|                          | DE    | AT    | CH    |
| ------------------------ | ----- | ----- | ----- |
| Nummer-eins-Videoalben   | DE—DE | AT—AT | CH—CH |
| Top-10-Videoalben        | DE—DE | AT1AT | CH—CH |
| Videoalben in den Charts | DE—DE | AT1AT | CH—CH |

### Auszeichnungen für Musikverkäufe
Anmerkung: Auszeichnungen in Ländern aus den Charttabellen bzw. Chartboxen sind in ebendiesen zu finden.
| Land/RegionAuszeichnungen für Musikverkäufe (Land/Region, Auszeichnungen, Verkäufe, Quellen) | Gold       | Platin     | Verkäufe  | Quellen           |
| -------------------------------------------------------------------------------------------- | ---------- | ---------- | --------- | ----------------- |
| Deutschland (BVMI)                                                                           | 7× Gold7   | 2× Platin2 | 1.725.000 | musikindustrie.de |
| Österreich (IFPI)                                                                            | 8× Gold8   | Platin1    | 155.000   | ifpi.at           |
| Insgesamt                                                                                    | 15× Gold15 | 3× Platin3 |           |                   |